# Брей-ан-Тьераш
Брей-ан-Тьера́ш (фр. Braye-en-Thiérache) — коммуна во Франции, находится в регионе Пикардия. Департамент коммуны — Эна. Входит в состав кантона Вервен. Округ коммуны — Вервен.
Код INSEE коммуны — 02116.

## Население
Население коммуны на 2010 год составляло 139 человек.
| 1962 | 1968 | 1975 | 1982 | 1990 | 1999 | 2010 |
| ---- | ---- | ---- | ---- | ---- | ---- | ---- |
| 280  | 278  | 220  | 172  | 175  | 153  | 139  |

## Экономика
В 2010 году среди 84 человек трудоспособного возраста (15—64 лет) 50 были экономически активными, 34 — неактивными (показатель активности — 59,5 %, в 1999 году было 55,7 %). Из 50 активных жителей работали 43 человека (26 мужчин и 17 женщин), безработных было 7 (4 мужчины и 3 женщины). Среди 34 неактивных 5 человек были учениками или студентами, 11 — пенсионерами, 18 были неактивными по другим причинам.